# Staurogyne letestuana
Staurogyne letestuana là một loài thực vật có hoa trong họ Ô rô. Loài này được Benoist miêu tả khoa học đầu tiên năm 1912.